# Benoy
Benoy je priimek več oseb:
- James Francis Benoy, britanski general
- John Meredith Benoy, britanski general